# 2000年夏季残疾人奥林匹克运动会荷兰代表团
2000年夏季残疾人奥林匹克运动会荷兰代表团是荷兰派出的2000年夏季残疾人奥林匹克运动会代表团。获得12枚金牌、9枚银牌和9枚铜牌。